# Lajta Gábor
Lajta Gábor (Budapest, 1955. szeptember 28. –) Munkácsy Mihály-díjas magyar festőművész, grafikus, művészeti író. A Magyar Művészeti Akadémia levelező (2015-2019), majd rendes tagja (2019-).

## Tanulmányok
1976–1981: Eötvös Loránd Tudományegyetem, Állam- és Jogtudományi Kar, Budapest;
1981: Jogi doktori diploma;
1983–1984: Újságíró Iskola, Budapest, kép- és tördelőszerkesztői szak;
1987–1988: Iparművészeti Főiskola, Bécs, ösztöndíjas;
1989–1992: Képzőművészeti Főiskola, Budapest, vendéghallgató, anatómia- és térábrázolás tanulmányok

## Életpályája
1974-ben érettségizett a budapesti Veres Pálné Gimnáziumban. 1976-1981 között az Eötvös Loránd Tudományegyetem Jogi Karának hallgatója, ahol 1981-ben doktorált. 1982-1990 között a Filmvilág folyóirat képszerkesztője majd tervezőszerkesztője, közben 1983-84-ben az Újságíró Iskolán kép- és tördelőszerkesztői szakképzettséget szerzett. 1987–1988-ban ösztöndíjasként grafikai tanulmányokat folytatott Bécsben, az Iparművészeti Főiskolán, majd 1989 és 1992 között vendéghallgatóként a budapesti Magyar Képzőművészeti Főiskola anatómia és térábrázolás óráit látogatta. 1991 óta folyamatos baráti-tanítványi kapcsolatot tart fenn Molnár Sándor festőművésszel, 1996-2007 között pedig Csernus Tiborral.
Festészete rövid ideig tartó absztrakt korszak után az 1990-es évek elejétől fokozatosan vált egyre reálisabbá, miközben a figuratív festészet ezredvégi esélyeit elméleti írásaiban is latolgatta, többek között Francis Bacon, R. B. Kitaj vagy Csernus Tibor életműve kapcsán. Jellegzetes témája az 1990-es években az izolált emberi alak, később a sokfigurás nagyvárosi-, gyakorta éjszakai jelenetek, olykor valamilyen narratívába ágyazva. Képeire jellemző a fény-árnyék kolorisztikus, érzékletes megjelenítése. A festészet mellett 25 évig tanított képzőművészeti szabadiskolában, valamint rendszeresen publikál művészeti- és filmes tárgyú írásokat. 2014-ben a dombóvári evangélikus templomba nagyméretű oltárképet festett.

## Kiállításai (válogatás)

### Egyéni
- 1974 E-Galéria, Budapesti Műszaki Egyetem – festmények;
- 1975 Központi Szabó Ervin Könyvtár Klubja, Budapest – festmények, rajzok;
- 1976 E-Galéria, Budapesti Műszaki Egyetem – rajzok;
- 1986 Kaposvári Galéria, Kaposvár ¬– festmények;
- 1987 Fiatal Művészek Klubja, Budapest – festmények;
- 1993 Balassi Galéria, Budapest – akvarellek és rajzok;
- 1995 "Az éjszaka", Forgách Galéria, Budapest – rajzok;
- 1995 Hilton Szálló, Dominikánus Udvar, Budapest – festmények és pasztellek;
- 1995 Horváth Endre Galéria, Balassagyarmat – festmények és pasztellek;
- 1997 "Le Bain", Magyar Intézet, Párizs, – festmények és pasztellek;
- 1999 "Akt és tér", Szinyei Szalon, Budapest, – festmények;
- 1999 Magyar Intézet, Párizs – festmények;
- 2000 "Persephone", Erlin Galéria, Budapest – akvarellek;
- 2002 "Nox I" -, Francia Intézet, Budapest – festmények,
- 2002 "Nox II", Szinyei Szalon, Budapest – festmények;
- 2002 "Nox III", Erlin Galéria, Budapest – akvarellek;
- 2002 Start Galéria, Budapest – festmények és akvarellek;
- 2003 Íbisz Hotel, Budapest – festmények;
- 2005 MG Galéria, Budapest;
- 2006 Madách Imre Művelődési Központ, Vác – festmények és akvarellek;
- 2006 St'art Galéria, Budapest – festmények;
- 2008 "Salome", Huba Galéria;
- 2009 "Testtől testig, munkák" 1989-2009, Ráday Galéria, Budapest;
- 2010 "Új festmények", Templom Galéria (Kortárs Művészeti Galéria), Eger;
- 2010 Forrás Galéria, Budapest;
- 2013 "Festőtől az erdőt", Vörösmarty Színház Forrás Galéria, Székesfehérvár;
- 2015 "Az oroszlán nyelve", Budapest Galéria, Budapest;
- 2019 "Tiszta szívvel festeni"  – Az ajtón túl – Festmények 1985–2019 Műcsarnok, Budapest
- 2020 "Valami történt útközben", új festmények, Bartók 32 Galéria, Budapest

### Válogatott csoportos
- 1986 Mältinranta Művészeti Központ, Tampere
- 1986-88 Stúdió-kiállítások, Történeti Múzeum, Ernst Múzeum, Budapest
- 1987 Centrum Sztuki, Varsó
- 1996 Vajdahunyad Vár, Mezőgazdasági Múzeum, Budapest
- 1997 Magyar Zsidó Múzeum és Levéltár, Budapest
- 2000 Embassy of Hungary, Washington
- 2000 Móra Ferenc Múzeum, Szeged
- 2000 "Dialógus. Festészet az ezredfordulón", Műcsarnok, Budapest
- 2001 Art Museum, Juväskyla
- 2001 "Le Salon 2001". Párizs
- 2001-2003 Erlin Galéria, Budapest
- 2002 "Le Salon 2002", Párizs
- 2002 Szombathelyi Képtár, Szombathely
- 2003 Salon des Independentes, Párizs
- 2003 Société internationale des Beaux-Arts de Paris, Párizs
- 2005 Moldvay Győző Galéria, Hatvan
- 2006 Szombathelyi Képtár, Szombathely
- 2006 Pécsi Galéria, Pécs
- 2007 Magyar Nemzeti Galéria, Budapest
- 2011 National Art Museum of China (NAMOC), Peking
- 2013 Tornyai János Múzeum, Vásárhely
- 2016 Künstlerhaus, München

## Művei közgyűjteményekben
- Petőfi Irodalmi Múzeum
- Tragor Ignác Múzeum Vác
- Kortárs Művészeti Gyűjtemény, Dunaszerdahely
- KOGART Kortárs Művészeti Gyűjtemény
- PIVA Gyűjtemény, Budapest
- Makláry Fine Arts, Budapest

### Középületben
- Az emmausi vacsora, 2014, olaj, vászon, 350x160 cm; Dombóvár, Evangélikus Templom, oltárkép https://epa.oszk.hu/02300/02357/00045/pdf/EPA02357_credo_2014_3_057-062.pdf

## Kötetei
- Nox; s.n., s.l., 2002
- Lajta Gábor; esszé Sturcz János; Ráday Galéria, Bp., 2009 (Mai magyar képzőművészet)
- Lajta Gábor. Az ajtón túl. Festmények, 1985–2019. Beyond the door. Paintings 1985–2019, Műcsarnok, 2019. szeptember 18–november 17.; kurátor, szerk. Kondor-Szilágyi Mária; Műcsarnok, Bp., 2019

## Társasági tagság
- 1983–: Magyar Újságírók Országos Szövetsége (MUOSZ)
- 1985–1990: Fiatal Művészek Stúdiója
- 1987–: Magyar Alkotóművészek Országos Egyesülete
- 1995–: Magyar Festők Társasága
- 2005–: Sensaria Képzőművészeti Egyesület (tiszteletbeli tag)
- 2015–: Magyar Művészeti Akadémia, levelező tag (2015−2019);[2] rendes tag (2019)[3]

## Díjak, elismerések
- 1994 – Az év legjobb írása (az Új Művészet elismerése)
- 2001 – Prix Taylor, Le Salon (Párizs), Salon (Société des Artistes Français)
- 2002 – Médaille de bronze, Le Salon (Párizs)
- 2005 – Országos Portré Biennálé (Hatvan), a Hatvany Lajos Múzeum díja
- 2015 – Munkácsy Mihály-díj

## Ösztöndíjak
- 1987-88 – Tanulmányi ösztöndíj, Bécs
- 2001 NKA (Nemzeti Kulturális Alap) alkotói ösztöndíj
- 2011 Bécs Főváros Önkormányzat alkotói ösztöndíja